# Eufrósine

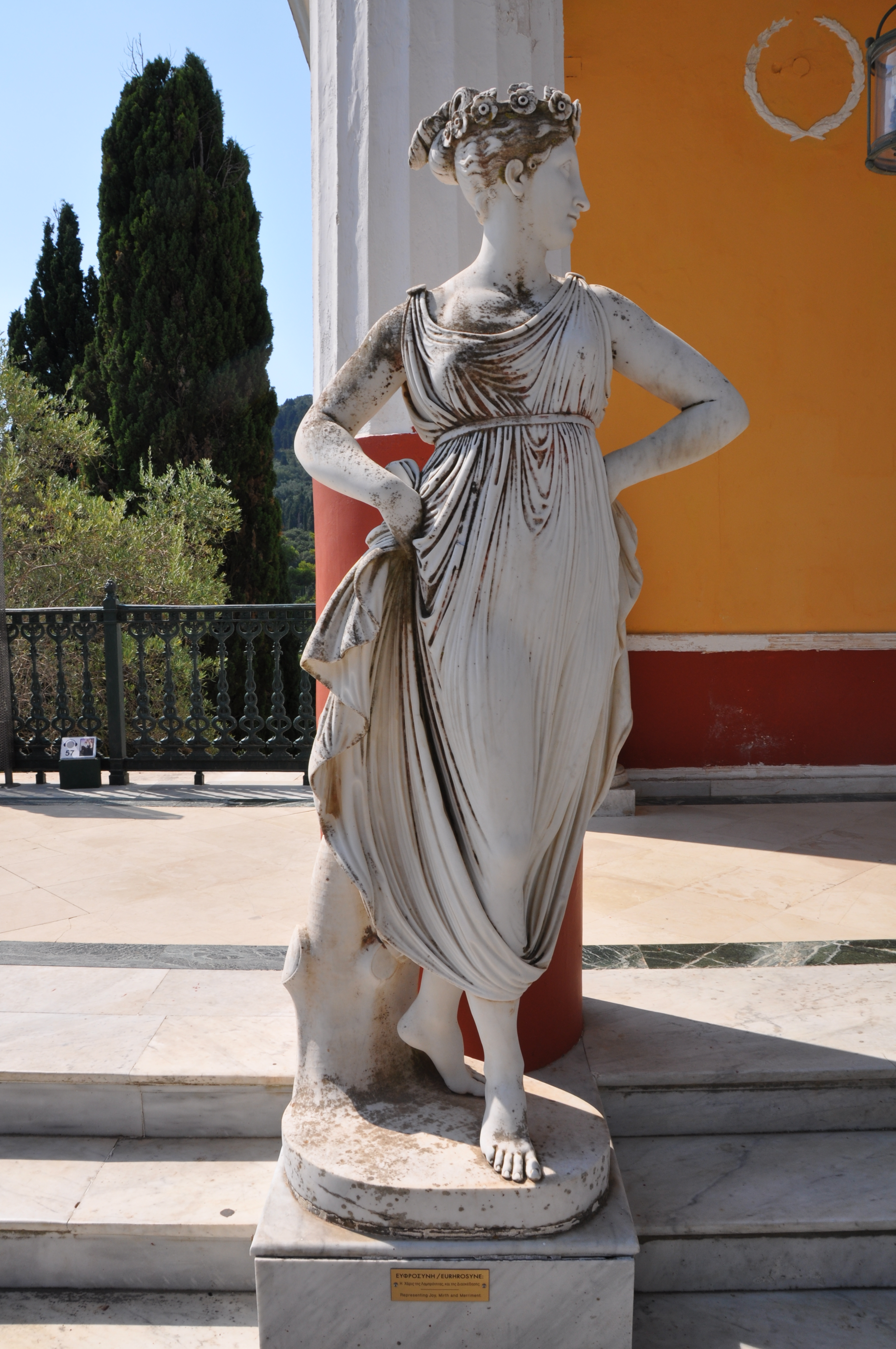
Estatua de Eufrósine en el palacio de Achilleion, Corfú.

En la mitología griega Eufrósine o Eufrósina (en griego: Εὐφροσύνη, Euphrosýnē;  ‘júbilo’, ‘alegría’) era una de las tres Cárites, descritas como hijas de Zeus y de Eurínome. Los órficos las creían hijas de Zeus y Eunomía, en cambio. Algunos la describen como la segunda en nacer pero Pausanias dice que es la mayor de las tres hermanas. Píndaro nos habla de la personificación de la Alegría (Ευθυμία, Euthymía), probablemente la misma que Eufrósine. Sorprendentemente Higino imaginó a Eufrósine como una de las abstracciones personificadas que nacieron de la Noche y el Erebo, concediéndole una naturaleza más primordial. Además, aunque es un autor latino, escribe su nombre con grafía en griego.
Hesíodo:
«Eurínome, hija de Océano, de encantadora belleza, le dio a las tres Gracias de hermosas mejillas, Aglaya, Eufrósine y la deliciosa Talía. De sus párpados brota el amor que afloja los miembros cuando miran y bellas son las miradas que lanzan bajo sus cejas».
Píndaro:
«¡Oh Áglae, señora, y tú Eufrósina, de canciones amiga, hijas del más poderoso de los dioses, oídme benévolas ahora, y también tú, Talía, que amas los cantos, mientras este cortejo contemplas que ligero camina danza con motivo de la buena fortuna!».
Y de nuevo:
«Hijo de Crono [Zeus], para ser de ti querido, querido de las Musas y grato a la Alegría. Es eso lo que a ti suplico».
Eufrosine se caracteriza y destaca por ser la más alegre entre sus hermanas, y llevaba en su mano izquierda una especie de pulsera color dorado. Al igual que sus hermanas Eufrósine adornaba su pelo con algunas flores y en una de sus manos sostenía una máscara alegre representando la felicidad, cuyo don ella repartía.